# 浪切不動尊
浪切不動尊（なみきりふどうそん）は、徳島県海部郡海陽町にある仏堂。本尊は不動明王。境内にある「灯明杉」と苔の名所として知られる。四国八十八箇所霊場番外。

## 概要
創建年は不詳。空海が立てた2本の杉の箸が芽を出して大木となったといわれており、この杉の奥に祀られた不動尊にお参りする人が間を通る際に悪い心を持っていると杉の間に挟まって通れなくなると信じられている。
この杉は海から出た灯明がこの大杉の梢へ飛んできて7晩光ったことから「灯明杉」と呼ばれており、杉の木々の周りに生えている苔の絨毯が特徴的で、徳島県下屈指の苔の名所として知られている。

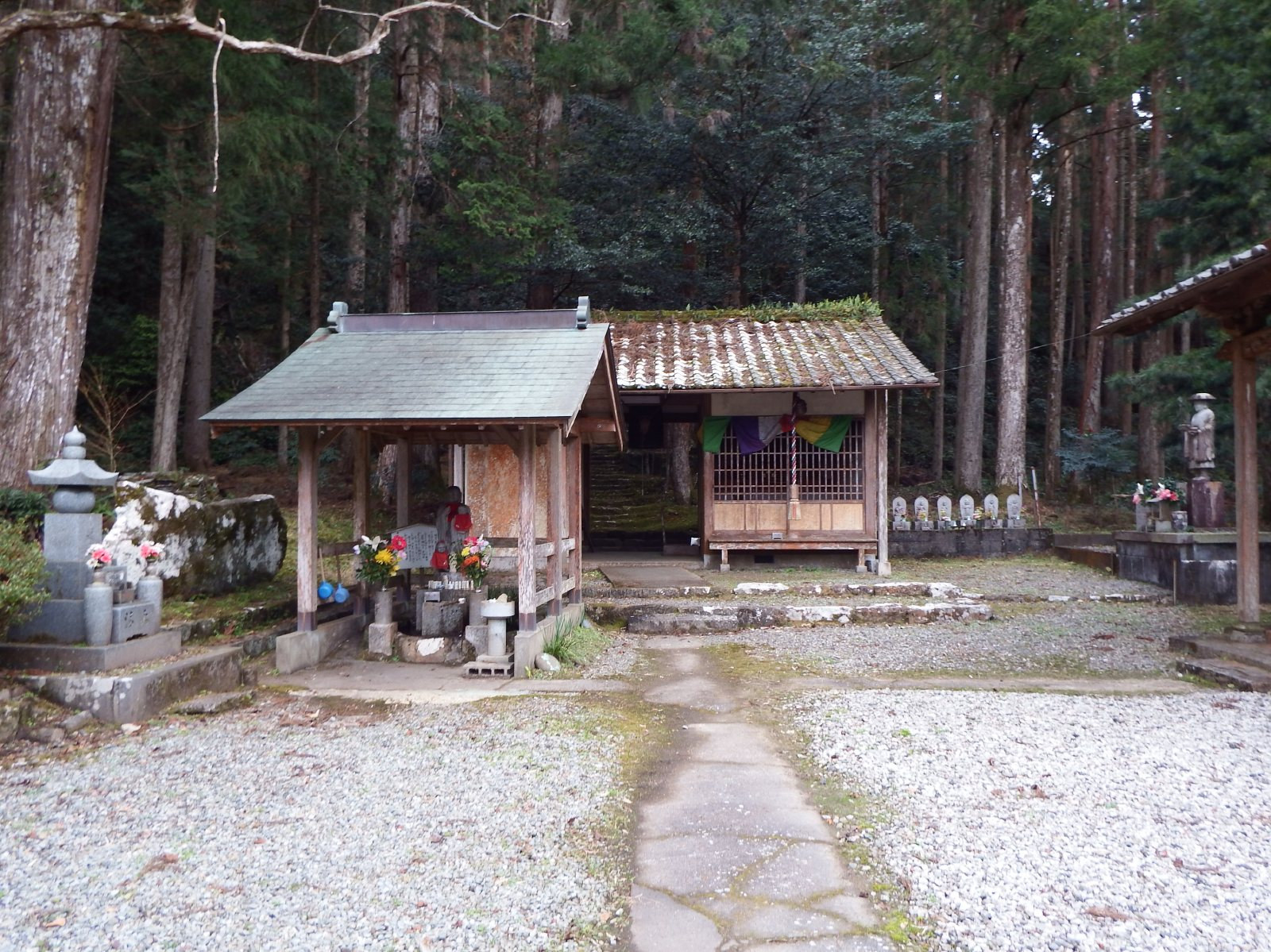
入口
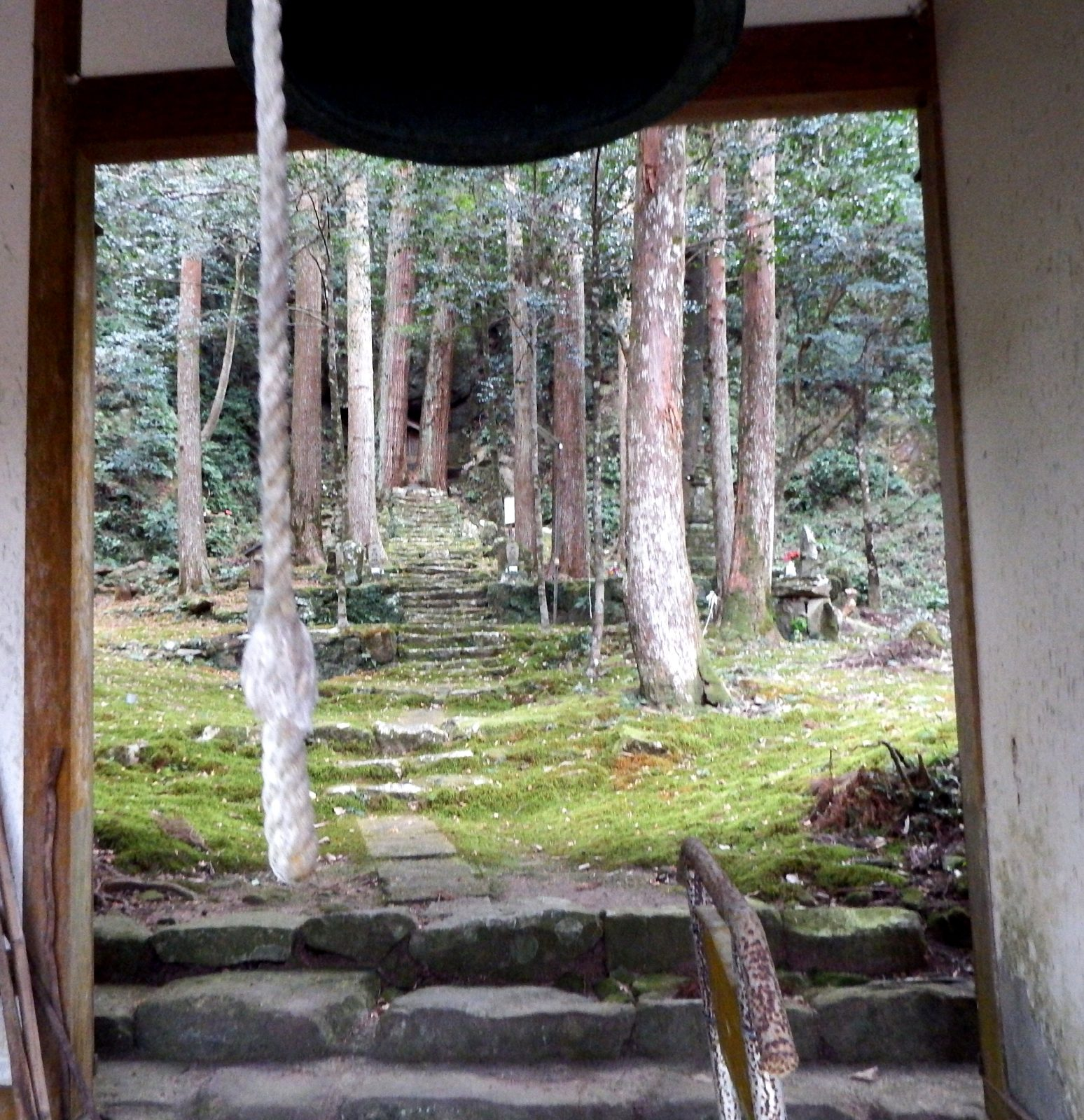
門より
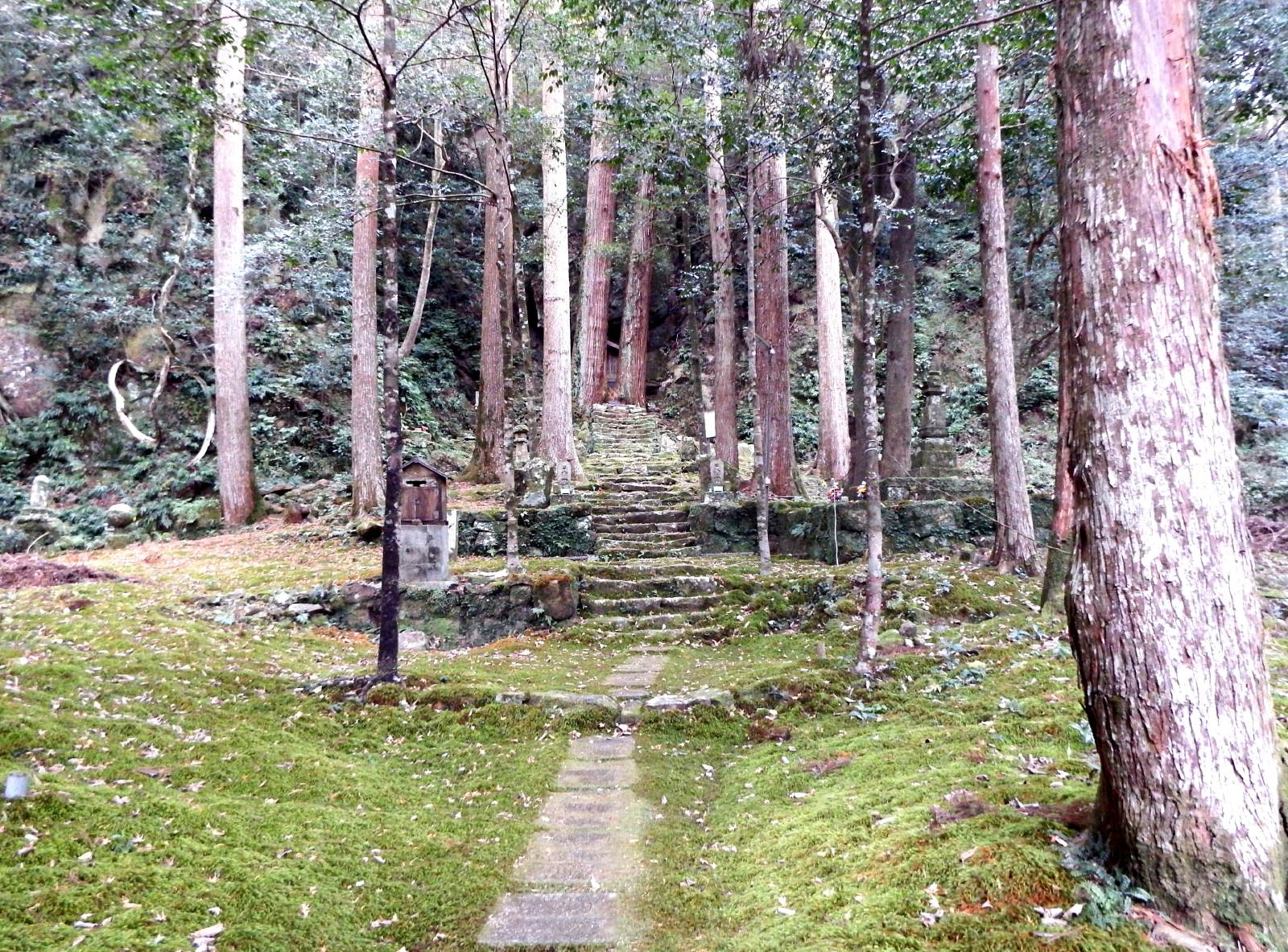
苔の境内
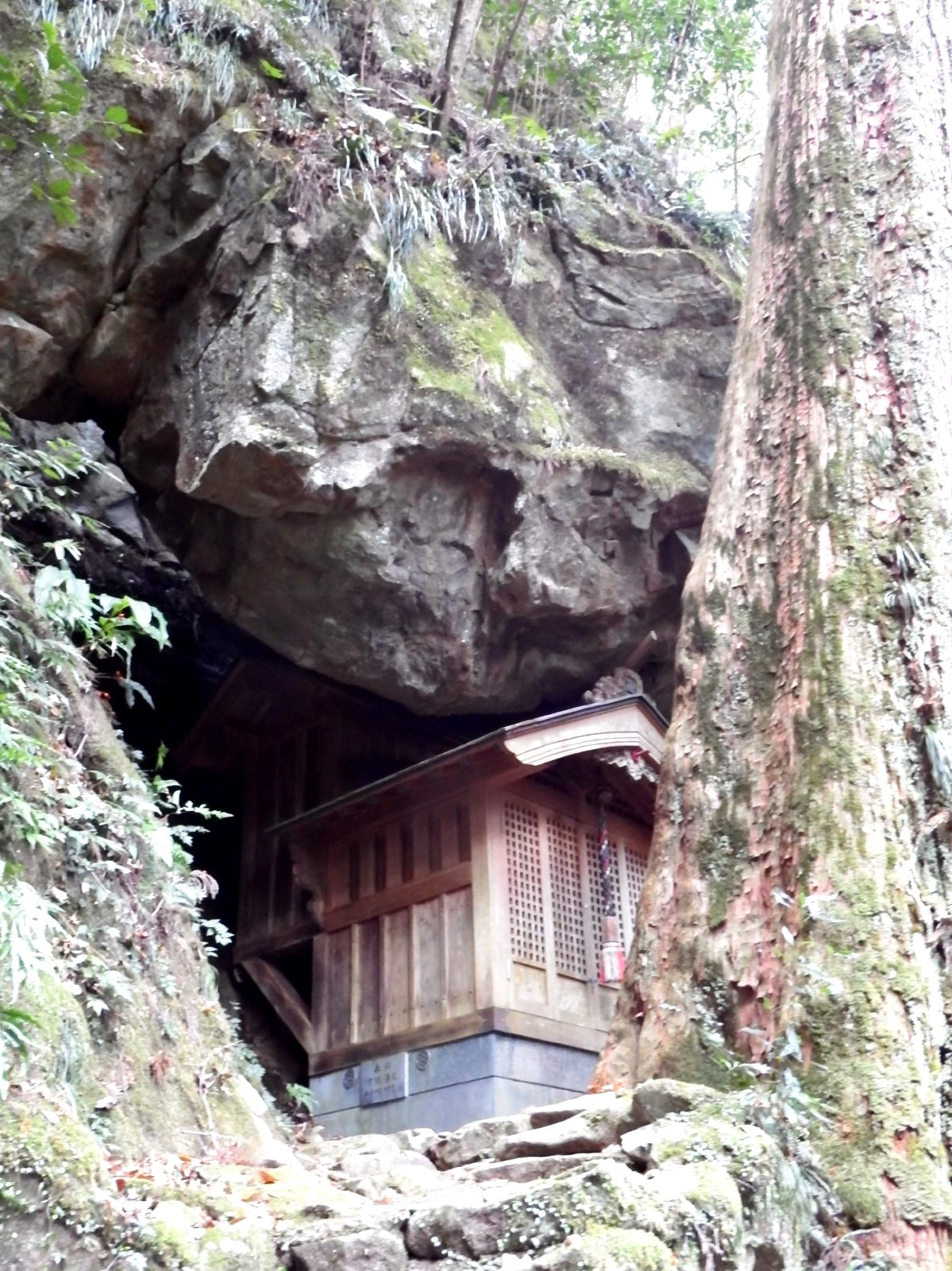
内部

## 交通
- 阿佐海岸鉄道阿佐東線「海部駅」より車で5分。母川を不動橋で渡った先にある。